# Frontier-Nunatakker
Die Frontier-Nunatakker sind eine kleine und isolierte Gruppe Nunatakker im westantarktischen Ellsworthland. Sie liegen etwa 32 km westlich der Sentinel Range im äußersten Westen des Ellsworthgebirges.
Die Nunatakker wurden erstmals vom US-amerikanischen Geologen Thomas W. Bastien (1933–2010), Leiter der Mannschaft der University of Minnesota zur Erkundung des Ellsworthgebirges, zwischen 1963 und 1964 besucht. Bastien gab ihnen ihren Namen aufgrund ihrer Randlage (englisch frontier ‚Grenzgebiet‘).